# Snoddas serverar en skål nyvispad våldspop på singel
Snoddas serverar en skål nyvispad våldspop på singel är en CD från 1992 av punkbandet Snoddas, där bland andra Lars Winnerbäck ingick.
Skivan spelades in i Tranås i oktober 1992.

## Låtlista
1. "Smells Like herr Larsson"
2. "Där hemma"
3. "En söt liten flicka"
4. "Tuffa filmer"
5. "Pikonlejpje"